# NGC 851
NGC 851 est une galaxie lenticulaire située dans la constellation de la Baleine. NGC 851 a été découverte par l'astronome américain Edward D. Swift en 1885.

## Caractéristiques
Sa vitesse par rapport au fond diffus cosmologique est de 2 847 ± 38 km/s, ce qui correspond à une distance de Hubble de 42,0 ± 3,0 Mpc (∼137 millions d'al).
NGC 851 est une galaxie dont le noyau brille dans le domaine de l'ultraviolet. Elle est inscrite dans le catalogue de Markarian sous la cote Mrk 588 (MK 588).